# Voice of Asia

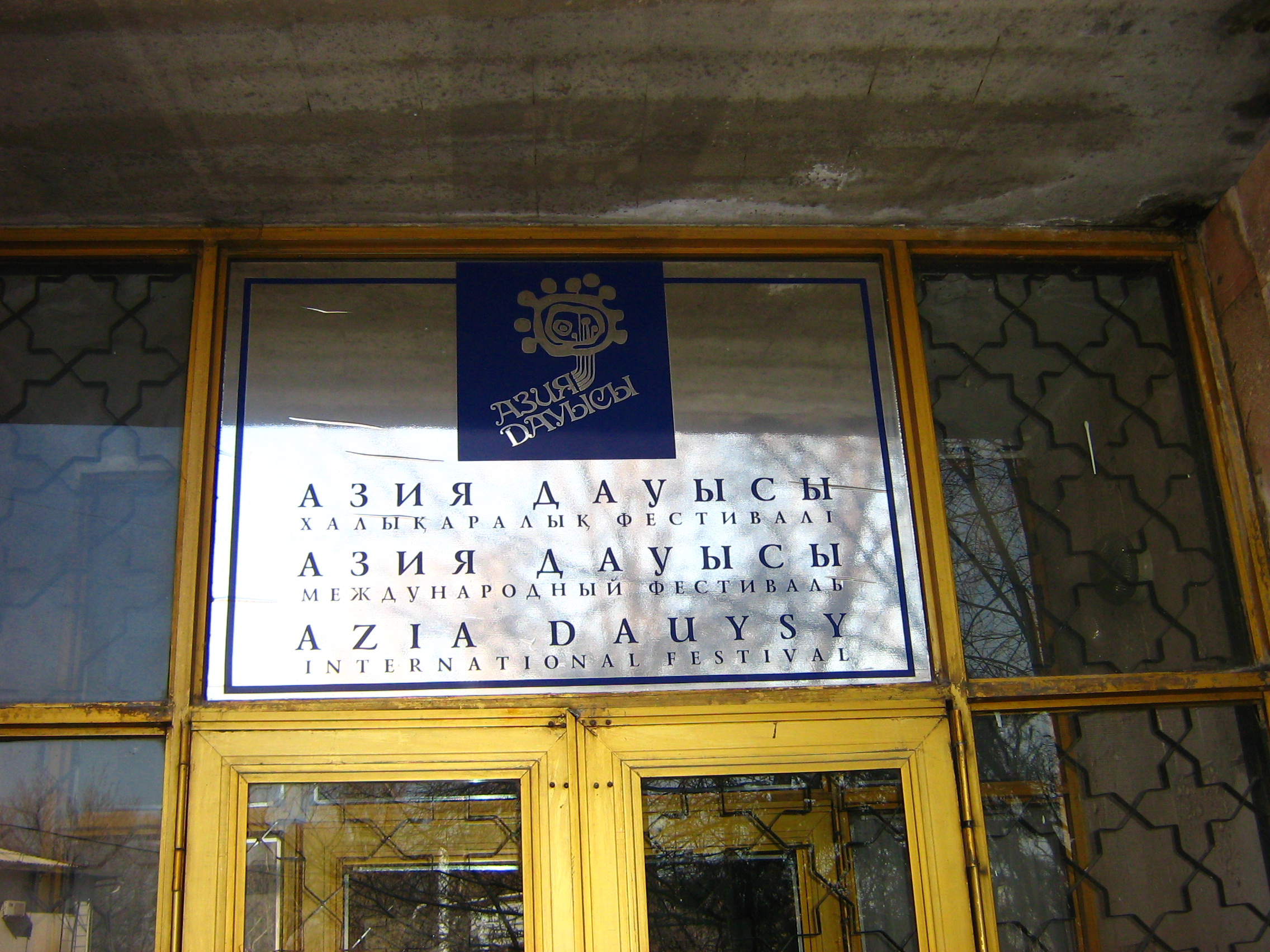
Voice of Asias huvudkontor i Almaty

Voice of Asia (sv: Asiens röst, kazakiska: Азия Дауысы, Azija Dauysy; ryska: Голос Азии, Golos Azii) är en musikfestival, som hålls årligen i Almaty i Kazakstan. Den vanliga platsen för festivalen är den legendariska höghastighets-skridskobanan Medeo, belägen vid den bergiga utkanten av Tianshan, flera kilometer från Almatys stadskärna. En känd sångerska som deltagit i tävlingen är Moldaviens representant i Eurovision Song Contest 2009, Nelly Ciobanu år 1999.